# Воля-Дерезняньска
Воля-Дерезняньска (пол. Wola Dereźniańska) — деревня в Билгорайском повете Люблинского воеводства Польши. Входит в состав гмины Билгорай. По данным переписи 2011 года, в деревне проживало 385 человек.

## География
Деревня расположена на юго-востоке Польши, в пределах Сандомирской низменности, к югу от реки Чарна-Лада, на расстоянии приблизительно 8 километров к юго-западу от города Билгорай, административного центра повета. Абсолютная высота — 188 метров над уровнем моря. К северо-западу от населённого пункта проходит региональная автодорога 858.

## История
В период с 1975 по 1998 годы деревня входила в состав Замойского воеводства.

## Население
Демографическая структура по состоянию на 31 марта 2011 года:
|         | Всего | До трудоспособного возраста | Трудоспособного возраста | Старше трудоспособного возраста |
| ------- | ----- | --------------------------- | ------------------------ | ------------------------------- |
| Мужчины | 199   | 36                          | 150                      | 13                              |
| Женщины | 186   | 41                          | 106                      | 39                              |
| Всего   | 385   | 77                          | 256                      | 52                              |